# Thorleif Vangen
Thorleif Birger Vangen (* 11. September 1920 in Vinger; † 1. März 1996 in Eidskog) war ein norwegischer Skilangläufer.
Vangen, der für den IL i BUL startete, belegte im Jahr 1946 den zweiten Platz und im Jahr 1947 den zehnten Platz beim Holmenkollen Skifestival über 50 km. Bei den Olympischen Winterspielen 1948 in St. Moritz nahm er am 50-km-Lauf teil, den er aber vorzeitig beendete. Bei norwegischen Meisterschaften siegte er im Jahr 1946 über 30 km, 50 km und mit der Staffel, im Jahr 1947 über 30 km und im Jahr 1948 über 18 km.